# Francesco Sforza (cardinale)
Francesco Sforza, II marchese di Castell'Arquato (Parma, 6 novembre 1562 – Roma, 9 settembre 1624), è stato un cardinale italiano, degli Sforza di Santa Fiora, ramo cadetto della nobile famiglia milanese degli Sforza.

## Biografia

### Tra campi di battaglia e carriera ecclesiastica
Francesco Sforza nacque a Parma il 6 novembre 1562, figlio di Sforza I Sforza e della sua seconda moglie, Caterina de' Nobili. Sin dalla gioventù godette dei titoli di conte di Santa Fiora, marchese di Varzi e di Castell'Arquato. Nella sua famiglia, già altre personalità con cui era imparentato strettamente erano divenuti cardinali, come suo zio Alessandro Sforza, oltre ad essere egli pronipote di Papa Paolo III (1534-1549).
Ricevette la propria educazione da Ottavio Farnese, duca di Parma, il quale gli impartì insegnamenti prevalentemente di stampo militare, mentre successivamente passò alla corte di Francesco I. A Firenze studiò latino, retorica, matematica, filosofia morale e politica; le cronache d'epoca ricordano che il giovane e nobile rampollo era dotato di una memoria straordinaria, al punto da essere in grado di ricordare a memoria quanto letto anche una sola volta.
Prima di divenire un ecclesiastico, egli aveva sposato all'età di diciotto anni Virginia de' Medici, sorella del granduca Francesco I ed aveva prestato servizio militare nelle Fiandre sotto il cugino, il famoso Alessandro Farnese, divenendo comandante delle truppe italiane, titolo successivamente riconosciutogli anche dal Re Filippo II di Spagna che lo nominò anche generale di queste stesse truppe. Alla morte della moglie, incoraggiato dal matrimonio di sua sorella Costanza con Giacomo Boncompagni, figlio legittimato di papa Gregorio XIII, divenne chierico a Roma, ascendendo rapidamente nella carriera ecclesiastica, pur non avendo ancora preso i voti sacerdotali. Canonico del capitolo della chiesa di San Nicola in Carcere, venne creato cardinale diacono nel concistoro del 12 dicembre 1583, ricevendo la diaconia di San Giorgio in Velabro il 6 gennaio 1584 e fino alla nomina del cardinale Alessandro Damasceni Peretti, effettuata da Sisto V, è stato il porporato italiano più giovane.
Nel 1585 partecipò al conclave che elesse a pontefice Sisto V e successivamente optò per la diaconia di San Nicola in Carcere il 29 luglio 1585, passando poi a quella di Santa Maria in Via Lata dal 5 dicembre 1588. Divenuto cardinale protodiacono, partecipò al conclave del 1590 ed a quello del 1591, e nuovamente a quello del 1592. Legato in Romagna (20 luglio 1591-1597), qui si occupò in special modo di sedare le continue aggressioni di banditi che risolse in breve tempo con l'impiccagione di 800 di essi nel giro di pochi mesi, riportando pace e tranquillità nella provincia. Successivamente rappresentò papa Clemente VIII al battesimo di Cosimo, granduca di Toscana, suo nipote, accompagnando poi il pontefice a Ferrara durante una visita pontificia del 1598.
Partecipò nuovamente al primo conclave del 1605, ed essendo protodiacono, ebbe l'onore di incoronare Leone XI il 10 aprile, partecipando poi al secondo conclave che si tenne quello stesso anno, incoronando Paolo V il 29 maggio 1605.

### L'ordinazione sacerdotale e gli incarichi pastorali
Nel 1614, infine, venne ordinato sacerdote ed optò per il titolo presbiteriale di San Matteo in Merulana il 13 novembre 1617, divenendo quindi cardinale protopresbitero.
Successivamente divenne cardinale-vescovo di Albano il 5 marzo 1618, venendo consacrato vescovo il 1º maggio 1618 nella cappella apostolica del Palazzo del Quirinale a Roma da Papa Paolo V, assistito dai cardinali Benedetto Giustiniani, Andrea Baroni Peretti Montalto, Alessandro Orsini e Scipione Cobelluzzi; Nella propria opera di episcopato, venne poi sostenuto da due cardinali che godevano di grande fama nella vita della corte pontificia dell'epoca, ovvero Scipione Borghese e Giulio Savelli. Il 6 aprile 1620 optò per la sede suburbicaria di Frascati. Successivamente partecipò al conclave del 1621, che elesse papa Gregorio XV e nuovamente al conclave del 1623 che elesse papa Urbano VIII.
Optò quindi per la sede suburbicaria di Porto e Santa Rufina il 27 settembre 1623, divenendo quindi vicedecano del Sacro Collegio dei cardinali.
Morì il 9 settembre 1624 a Roma e venne sepolto nella chiesa di San Bernardo alle Terme, fondata da sua madre ventiquattro anni prima.

## Discendenza
Ebbe due figli naturali, legittimati il 5 luglio 1599:
- Caterina (1587 - 1609), che sposò in prime nozze il 19 novembre 1601 Fabrizio Savelli dei signori di Ariccia (?-1605) e in seconde nozze il 2 agosto 1606 Federico I de' Rossi, marchese di San Secondo;
- (da Cecilia Pariseni Mezangola[2]) Sforza, detto anche Sforzino (1593 - 5 febbraio 1644), marchese di Varzi dal 1604, duca di Fiano dal 1607 (con bolla di papa Paolo V) al 1621[2] e III marchese di Castell'Arquato dal 1624. Sposò nel 1606 Maria di Rodolfo Pio di Carpi, già signore di Meldola. La coppia non ebbe figli e la sposa ottenne la separazione a causa della violenza domestica a cui era soggetta.[3]

## Genealogia episcopale e successione apostolica
La genealogia episcopale è:
- Cardinale Guillaume d'Estouteville, O.S.B.Clun.
- Papa Sisto IV
- Papa Giulio II
- Cardinale Raffaele Riario
- Papa Leone X
- Papa Paolo III
- Cardinale Francesco Pisani
- Cardinale Alfonso Gesualdo
- Papa Clemente VIII
- Papa Paolo V
- Cardinale Francesco Sforza

La successione apostolica è:
- Vescovo Stefano de Rosis (1624)

## Ascendenza
|                                                        |                    |                            | Genitori                                   |  |  | Nonni |  |  | Bisnonni                                  |  |  | Trisnonni                                            |  |
|                                                        |                    |                            |                                            |  |  |       |  |  | Federico I Sforza, X conte di Santa Fiora |  |  | Guido Sforza di Santa Fiora, IX conte di Santa Fiora |  |
|                                                        |                    |                            |                                            |  |  |       |  |  | Federico I Sforza, X conte di Santa Fiora |  |  | Guido Sforza di Santa Fiora, IX conte di Santa Fiora |  |
|                                                        |                    | Francesca Farnese          |                                            |  |  |       |  |  | Federico I Sforza, X conte di Santa Fiora |  |  |                                                      |  |
| Bosio II Sforza, XI conte di Santa Fiora               |                    |                            |                                            |  |  |       |  |  | Federico I Sforza, X conte di Santa Fiora |  |  |                                                      |  |
|                                                        |                    | Bartolomea Diana Orsini    | Niccolò II Orsini, VI conte di Pitigliano  |  |  |       |  |  |                                           |  |  |                                                      |  |
|                                                        |                    | Bartolomea Diana Orsini    | Niccolò II Orsini, VI conte di Pitigliano  |  |  |       |  |  |                                           |  |  |                                                      |  |
|                                                        |                    | Bartolomea Diana Orsini    | Elena Conti                                |  |  |       |  |  |                                           |  |  |                                                      |  |
| Sforza I Ascanio Sforza, I marchese di Castell'Arquato |                    | Bartolomea Diana Orsini    |                                            |  |  |       |  |  |                                           |  |  |                                                      |  |
|                                                        |                    | Papa Paolo III             | Pier Luigi Farnese, signore di Capodimonte |  |  |       |  |  |                                           |  |  |                                                      |  |
|                                                        |                    | Papa Paolo III             | Pier Luigi Farnese, signore di Capodimonte |  |  |       |  |  |                                           |  |  |                                                      |  |
|                                                        |                    | Papa Paolo III             | Giovannella Caetani                        |  |  |       |  |  |                                           |  |  |                                                      |  |
| Costanza Farnese                                       |                    | Papa Paolo III             |                                            |  |  |       |  |  |                                           |  |  |                                                      |  |
|                                                        |                    | Silvia Ruffini             | Rufino Ruffini                             |  |  |       |  |  |                                           |  |  |                                                      |  |
|                                                        |                    | Silvia Ruffini             | Rufino Ruffini                             |  |  |       |  |  |                                           |  |  |                                                      |  |
|                                                        |                    | Silvia Ruffini             | Giulia                                     |  |  |       |  |  |                                           |  |  |                                                      |  |
| Francesco Sforza                                       |                    | Silvia Ruffini             |                                            |  |  |       |  |  |                                           |  |  |                                                      |  |
|                                                        | Roberto de' Nobili | Guido de' Nobili           |                                            |  |  |       |  |  |                                           |  |  |                                                      |  |
|                                                        | Roberto de' Nobili | Guido de' Nobili           |                                            |  |  |       |  |  |                                           |  |  |                                                      |  |
|                                                        | Roberto de' Nobili | …                          |                                            |  |  |       |  |  |                                           |  |  |                                                      |  |
| Vincenzo de' Nobili, signore di Civitella              | Roberto de' Nobili |                            |                                            |  |  |       |  |  |                                           |  |  |                                                      |  |
|                                                        |                    | Ludovica Ciocchi del Monte | Vincenzo Ciocchi dal Monte                 |  |  |       |  |  |                                           |  |  |                                                      |  |
|                                                        |                    | Ludovica Ciocchi del Monte | Vincenzo Ciocchi dal Monte                 |  |  |       |  |  |                                           |  |  |                                                      |  |
|                                                        |                    | Ludovica Ciocchi del Monte | Cristofara Saracini                        |  |  |       |  |  |                                           |  |  |                                                      |  |
| Caterina de' Nobili                                    |                    | Ludovica Ciocchi del Monte |                                            |  |  |       |  |  |                                           |  |  |                                                      |  |
|                                                        |                    | …                          | …                                          |  |  |       |  |  |                                           |  |  |                                                      |  |
|                                                        |                    | …                          | …                                          |  |  |       |  |  |                                           |  |  |                                                      |  |
|                                                        |                    | …                          | …                                          |  |  |       |  |  |                                           |  |  |                                                      |  |
| Maddalena Barbolani                                    |                    | …                          |                                            |  |  |       |  |  |                                           |  |  |                                                      |  |
|                                                        |                    | …                          | …                                          |  |  |       |  |  |                                           |  |  |                                                      |  |
|                                                        |                    | …                          | …                                          |  |  |       |  |  |                                           |  |  |                                                      |  |
|                                                        |                    | …                          | …                                          |  |  |       |  |  |                                           |  |  |                                                      |  |
|                                                        |                    | …                          |                                            |  |  |       |  |  |                                           |  |  |                                                      |  |